# رودولفو فيلتشيس
رودولفو فيلتشيس (بالإسبانية: Rodolfo Vilchis) (1 يناير 1989 في المكسيك - ) هو لاعب كرة قدم مكسيكي في مركز الوسط. لعب مع نادي موريليا الرياضي.

## روابط خارجية
- رودولفو فيلتشيس على موقع قاعدة بيانات كرة القدم.إي يو (الإنجليزية)
- رودولفو فيلتشيس على موقع Soccerway.com (الإنجليزية)
- رودولفو فيلتشيس على موقع AS.com (الإسبانية)